# Gorazdowo (Varmie-Mazurie)
Pour les articles homonymes, voir Gorazdowo.
Gorazdowo est un village polonais de la voïvodie de Varmie-Mazurie, dans le powiat de Giżycko.